# Canton de Levet
Pour les articles homonymes, voir Levet.
Le canton de Levet est une ancienne division administrative française située dans le département du Cher.

## Géographie
Ce canton était organisé autour de Levet dans l'arrondissement de Bourges. Son altitude variait de 122 m (Saint-Caprais) à 184 m (Vorly) pour une altitude moyenne de 170 m.

## Représentation

### Conseillers généraux de 1833 à 2015
| Période | Période      | Identité                                        | Étiquette    | Qualité                                                                                                  |
| ------- | ------------ | ----------------------------------------------- | ------------ | --- |
| 1833    | 1839         | François Silvain Vergne de La Borde (1786-1865) |              | Notaire à Bourges Maire de Trouy                                                                         |
| 1839    | 1858 (décès) | Philippe Rapin du Plaix (Duplaix) (1796-1858)   |              | Juge de paix, maire de Levet, conseiller d'arrondissement                                                |
| 1858    | 1870         | Augustin Torchon                                |              | Propriétaire, docteur en droit, maire d'Annoix                                                           |
| 1870    | 1883         | Henri Fournier                                  | Droite       | Avocat Représentant du Peuple (1871) Conseiller municipal de Fussy puis de Bourges Sénateur (1876-1885)  |
| 1883    | 1912         | René Perreau                                    | Républicain  | Propriétaire et agriculteur Maire de Saint-Caprais (1872-1883)                                           |
| 1912    | 1940         | Joseph Massé                                    | FR           | Peintre et céramiste Député (1936-1940) Maire de Soye-en-Septaine Nommé conseiller départemental en 1943 |
|         |              |                                                 |              | |
| 1945    | 1954 (décès) | Henri Aucouturier                               | RI           | Maire de Saint-Just                                                                                      |
| 1954    | 1955         | Jean Dubois de la Sablonnière (1901-1976)       | RI           | Maire de Sainte-Lunaise                                                                                  |
| 1955    | 1973         | Alphonse Rivière (1897-1985)                    | SFIO-PS      | Instituteur Maire de Plaimpied-Givaudins (1965-1977)                                                     |
| 1973    | 1998         | Pierre Signargout (1928-2013)                   | DVD puis UDF | Directeur du syndicat d'électricité et de gaz du Cher Maire de Plaimpied-Givaudins (1977-1983)           |
| 1998    | 2011         | Jean-Pierre Magnoux                             | DVG          | Directeur d'école retraité Maire de Plaimpied-Givaudins (1995-2001)                                      |
| 2011    | 2015         | Pascal Goudy                                    | PS           | Gérant d'entreprise Conseiller municipal de Trouy                                                        |

### Conseillers d'arrondissement (de 1833 à 1940)
| Période                                  | Période | Identité                                    | Étiquette                | Qualité |
| ---------------------------------------- | ------- | ------------------------------------------- | ------------------------ | --- |
| 1833                                     | 1839    | Philippe Valentin Rapin-Duplaix (1796-1858) |                          | Maire de Levet, juge de paix                                                                                |
| 1839                                     | 1852    | M. Delaroche                                |                          | Maire de Vorly                                                                                              |
|                                          |         |                                             |                          | |
| 1895                                     | 1904    | M. Carton                                   |                          | |
| 1904                                     | 1910    | Frédéric Cornet                             | Républicain libéral      | Agriculteur propriétaire exploitant à Verrières, conseiller municipal de Lissay-Lochy                       |
| 1910                                     | 1940    | Silvain Bardeau                             | Républicain progressiste | Cultivateur à Vorly                                                                                         |
| 1940                                     |         |                                             |                          | Les conseils d'arrondissement ont été suspendus par la loi du 12 octobre 1940 et n'ont jamais été réactivés |
| Les données manquantes sont à compléter. |         |                                             |                          | |

## Composition
Le canton de Levet regroupait treize communes et comptait 9 091 habitants (recensement de 1999 sans doubles comptes).
| Communes            | Population (2012) | Code postal | Code Insee |
| ------------------- | ----------------- | ----------- | ---------- |
| Annoix              | 263               | 18340       | 18006      |
| Arçay               | 377               | 18340       | 18008      |
| Lapan               | 142               | 18340       | 18122      |
| Levet               | 1 269             | 18340       | 18126      |
| Lissay-Lochy        | 190               | 18340       | 18129      |
| Plaimpied-Givaudins | 1 643             | 18340       | 18180      |
| Saint-Caprais       | 491               | 18400       | 18201      |
| Saint-Just          | 558               | 18340       | 18218      |
| Sainte-Lunaise      | 23                | 18340       | 18222      |
| Senneçay            | 345               | 18340       | 18248      |
| Soye-en-Septaine    | 563               | 18340       | 18254      |
| Trouy               | 2 978             | 18570       | 18267      |
| Vorly               | 249               | 18340       | 18288      |

## Démographie
| 1962  | 1968  | 1975  | 1982  | 1990  | 1999  | 2006   | 2011   | 2012   |
| ----- | ----- | ----- | ----- | ----- | ----- | ------ | ------ | ------ |
| 4 896 | 5 198 | 6 663 | 7 976 | 8 686 | 9 091 | 10 191 | 10 764 | 10 922 |